# Љубица Поповић
Љубица Поповић (Медун, код Подгорице, 9. јануар 1921 — Орахово, код Подгорице, 9. децембар 1942) била је учесница Народноослободилачке борбе и народни херој Југославије.

## Биографија
Рођена је 9. јануара 1921. године у селу Медуну код Подгорице. Основну школу и нижу гимназију учила је на Цетињу и у Сенти, а Трговачку академију у Подгорици и Суботици. После завршеног школовања, вратила се у родни крај и активно радила у Студентској самопомоћи, удружењу које је окупљало и помагало рад студената комуниста.
По задатку Комунистичке партије Југославије, чији је члан постала 1939. године, од 1940. радила је као радник у Монополу дувана у Подгорици, заједно са Јеленом Ћетковић и Ђином Врбицом. Раднице су, због малих плата и слабих услова за рад, често организовале успешне штрајкове. Почетком 1941. године, изабрана је, за члана Месног и Окружног комитета КПЈ за Подгорицу, а затим и за члана Покрајинског комитета СКОЈ-а за Црну Гору и Санџак.
После Априлског рата и окупације Краљевине Југославије активно је учествовала у припремама Тринаестојулског устанка. У окупираној Подгорици имала је задатак да сакупља омладинце и шаље их у партизанске јединице. Почетком септембра 1941. године, изабрана је за члана привременог Покрајинског одбора Црногорске народне омладине који је руководио радом омладине. Средином септембра поново је изабрана за члана Месног, Среског и Окружног комитета КПЈ за Подгорицу.
У време када је главнина партизанских снага била приморана да привремено напусти Црну Гору, јуна 1942. године, Љубицу је остала на илегалном раду у позадину. У то време оживео је партијски рад илегалаца, формиране су партијске организације на терену и активи Савеза комунистичке омладине Југославије у свим селима. У јесен 1942. године помогла је руководећој групи Покрајинског комитета КПЈ, на челу са Блажом Јовановићем, да се преко окупираног подручја безбедно пребаци у Албанију.
У селу Орахово, код Подгорице, 8. децембра 1942. године, заједно са Радиславом Божовићем и Радомиром Никезићем, откривена је од стране четника. Покушавајући да се пробију из четничке опсаде, она и Радислав били су тешко рањени (Љубици је нога била потпуно размрскана). Радомир Никезић их је, носећи на леђима, пребацио у једну колибу. Сјутрадан, 9. децембра, четници су их пронашли, јер је Радислав приликом пребацивања изгубио уложак натопљен крвљу. Развила се борба, и када су четници са гранатама из бацача запалили колибу Радислав је, по већ унапријед договору, прво убио Љубицу, а онда сломио пушку и убио себе.
Указом Председништва Антифашистичког већа народног ослобођења Југославије (АВНОЈ) 11. јула 1945. постхумно је одликована Орденом заслуга за народ првог реда. Још у току Народноослободилачке борбе Иван Милутиновић и Председништво Другог конгреса Уједињеног савеза антифашистичке омладине Црне Горе и Боке предложили су је за народног хероја, али је проглашена тек 12. јула 1949. године, указом Президијума Народне скупштине ФНРЈ.